# Mohammed Musa (ur. 1990)
Mohamed Musa (ur. 7 sierpnia 1990) – sudański piłkarz grający na pozycji ofensywnego pomocnika. Jest wychowankiem klubu Al-Nsour.

## Kariera klubowa
Musa jest wychowankiem klubu Al-Nsour z Omdurmanu.

## Kariera reprezentacyjna
W reprezentacji Sudanu Musa zadebiutował w 2011 roku. W 2012 roku został powołany do kadry na Puchar Narodów Afryki 2012.